# If You Want My Love
Az If You Want My Love című dal a holland Twenty 4 Seven második kimásolt kislemeze 4. és egyben utolsó Twenty 4 Hours a Day, Seven Days a Week című stúdióalbumukról. A dal Hollandiában volt csak slágerlistás helyezés, ahol a 77. helyig jutott. Az Egyesült Királyságban nem ért el slágerlistás helyezést. A kislemez kiadását párszor elhalasztották a "We Are the World" című dal sikere miatt, mint például Spanyolországban, ahol Top 10-es sláger volt.

## Számlista
CD Single / Benelux
1. If You Want My Love (Single Mix)	                            - 3:46
2. If You Want My Love (Charly Lownoise & Mental Theo Freestyle Remix) - 4:20
3. If You Want My Love (Ruyters & Romero Radio Edit)                   - 3:48
4. If You Want My Love (RVR Long Version)	                            - 5:08
5. If You Want My Love (Mr. Manniën's Yakoo-Groove!)                   - 4:47

## Slágerlista
| Slágerlista (1997)         | Legjobb helyezés |
| -------------------------- | ---------------- |
| Hollandia (Single Top 100) | 77               |